# Bresdon
Bresdon [bʁɛdɔ̃] est une commune du Sud-Ouest de la France située dans le département de la Charente-Maritime, en région Nouvelle-Aquitaine.
Ses habitants sont appelés les Bresdonniens ou Brédonniens et les Bresdonniennes ou Brédonniennes.

## Géographie

### Communes limitrophes
| Beauvais-sur-Matha  | Ranville-Breuillaud (Charente) | Verdille (Charente)   |
| Saint-Ouen-la-Thène | Bresdon                        | Val-d'Auge (Charente) |
| Siecq               | Neuvicq-le-Château             |                       |

### Hameaux et lieux-dits
La mairie est située Chez Boucherie, à un kilomètre au sud-est du bourg, avec l'école et la salle des fêtes.
La commune regroupe 10 hameaux.

## Urbanisme

### Typologie
Au 1er janvier 2024, Bresdon est catégorisée commune rurale à habitat très dispersé, selon la nouvelle grille communale de densité à 7 niveaux définie par l'Insee en 2022.
Elle est située hors unité urbaine et hors attraction des villes,.

### Occupation des sols
L'occupation des sols de la commune, telle qu'elle ressort de la base de données européenne d’occupation biophysique des sols Corine Land Cover (CLC), est marquée par l'importance des territoires agricoles (94,2 % en 2018), une proportion identique à celle de 1990 (94,2 %). La répartition détaillée en 2018 est la suivante : 
terres arables (79,7 %), zones agricoles hétérogènes (12,4 %), forêts (5,8 %), cultures permanentes (2,1 %). L'évolution de l’occupation des sols de la commune et de ses infrastructures peut être observée sur les différentes représentations cartographiques du territoire : la carte de Cassini (XVIIIe siècle), la carte d'état-major (1820-1866) et les cartes ou photos aériennes de l'IGN pour la période actuelle (1950 à aujourd'hui).

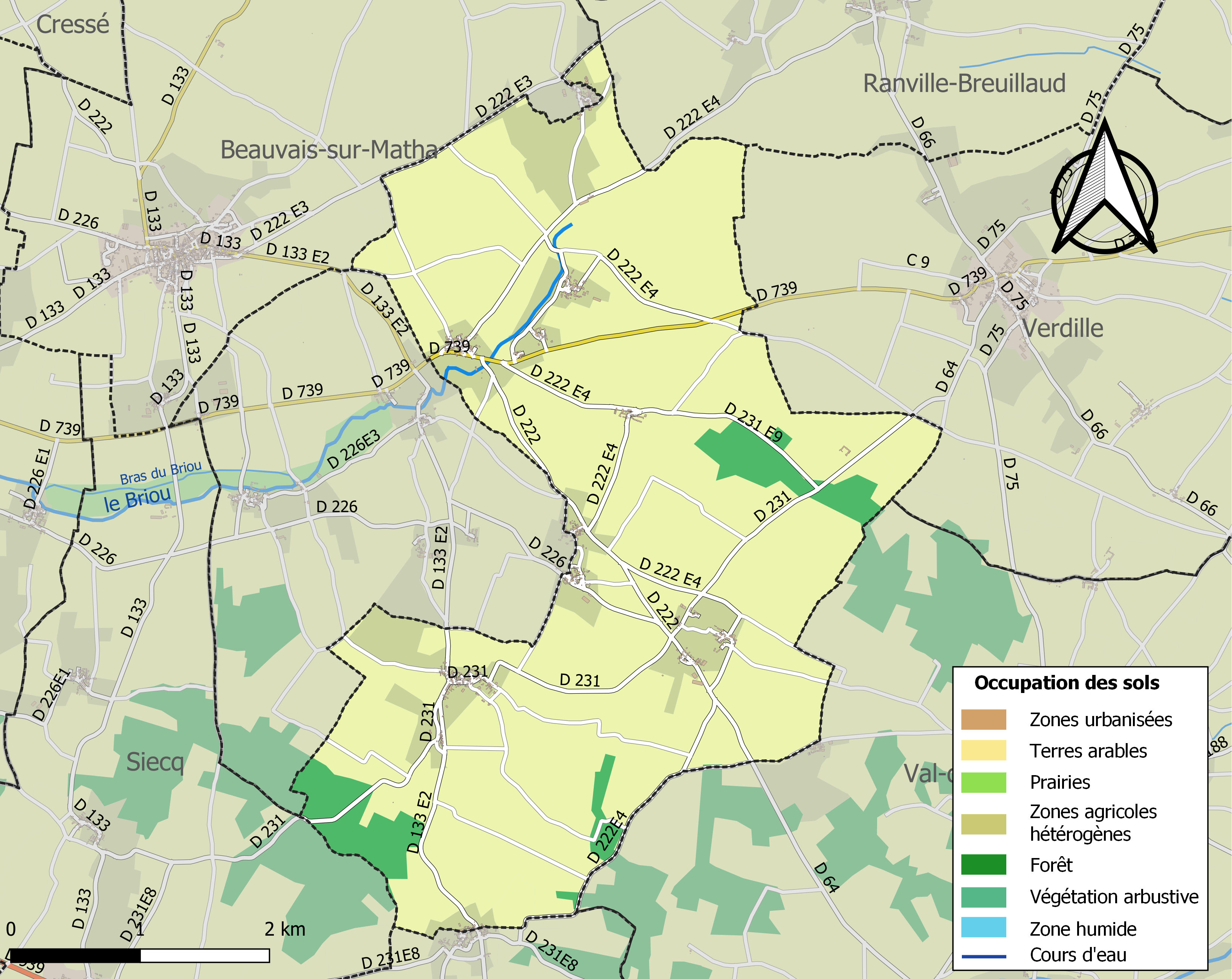
Carte des infrastructures et de l'occupation des sols de la commune en 2018 (CLC).

### Risques majeurs
Le territoire de la commune de Bresdon est vulnérable à différents aléas naturels : météorologiques (tempête, orage, neige, grand froid, canicule ou sécheresse), inondations, mouvements de terrains et séisme (sismicité modérée). Il est également exposé à un risque technologique, le transport de matières dangereuses. Un site publié par le BRGM permet d'évaluer simplement et rapidement les risques d'un bien localisé soit par son adresse soit par le numéro de sa parcelle.

#### Risques naturels
Certaines parties du territoire communal sont susceptibles d’être affectées par le risque d’inondation par débordement de cours d'eau, notamment le Briou. La commune a été reconnue en état de catastrophe naturelle au titre des dommages causés par les inondations et coulées de boue survenues en 1982, 1999 et 2010,.

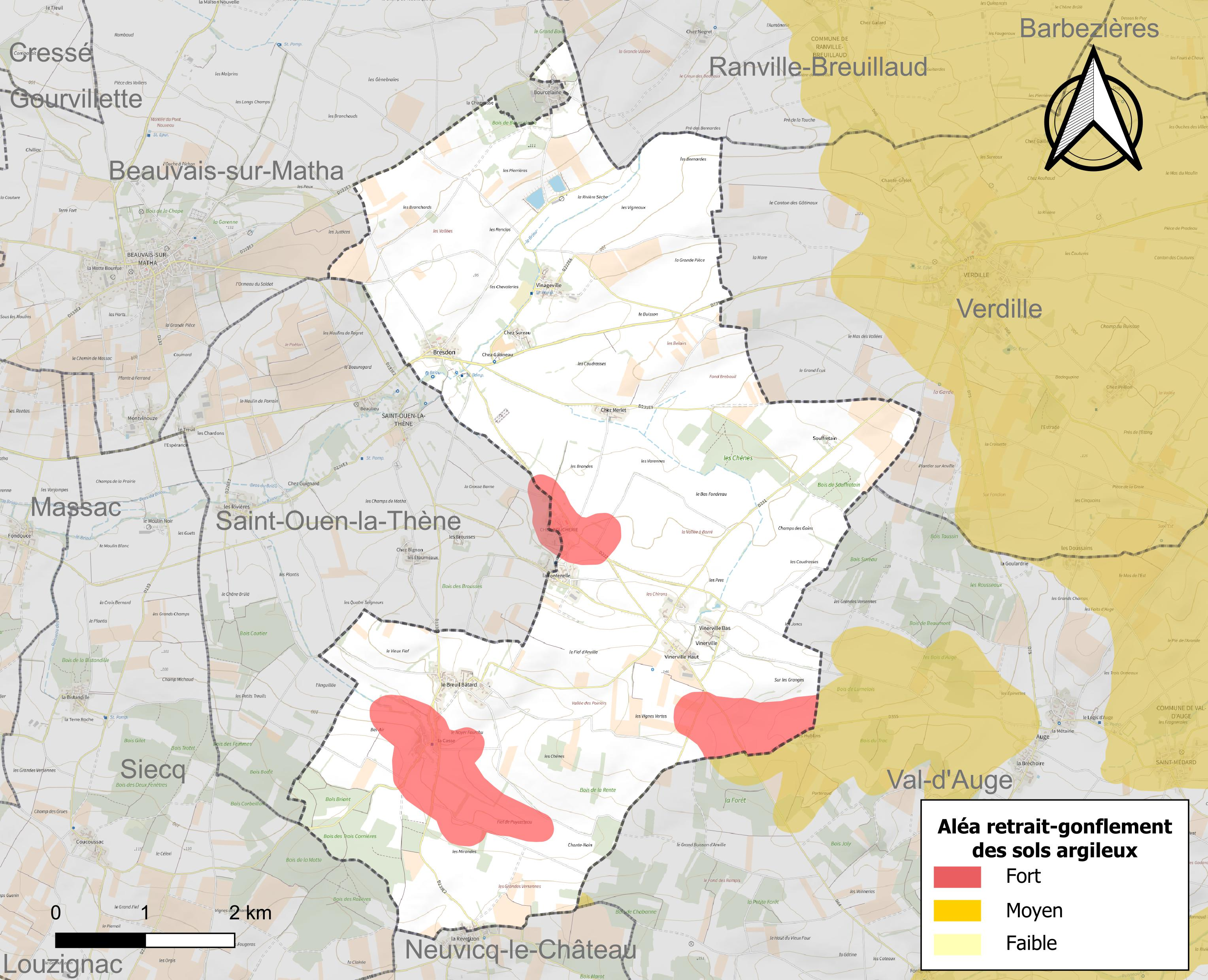
Carte des zones d'aléa retrait-gonflement des sols argileux de Bresdon.

Les mouvements de terrains susceptibles de se produire sur la commune sont des tassements différentiels.
Le retrait-gonflement des sols argileux est susceptible d'engendrer des dommages importants aux bâtiments en cas d’alternance de périodes de sécheresse et de pluie. 8,6 % de la superficie communale est en aléa moyen ou fort (54,2 % au niveau départemental et 48,5 % au niveau national). Sur les 161 bâtiments dénombrés sur la commune en 2019, 14 sont en aléa moyen ou fort, soit 9 %, à comparer aux 57 % au niveau départemental et 54 % au niveau national. Une cartographie de l'exposition du territoire national au retrait gonflement des sols argileux est disponible sur le site du BRGM,.
Par ailleurs, afin de mieux appréhender le risque d’affaissement de terrain, l'inventaire national des cavités souterraines permet de localiser celles situées sur la commune.
Concernant les mouvements de terrains, la commune a été reconnue en état de catastrophe naturelle au titre des dommages causés par des mouvements de terrain en 1999 et 2010.

#### Risques technologiques
Le risque de transport de matières dangereuses sur la commune est lié à sa traversée par une ou des infrastructures routières ou ferroviaires importantes ou la présence d'une canalisation de transport d'hydrocarbures. Un accident se produisant sur de telles infrastructures est susceptible d’avoir des effets graves sur les biens, les personnes ou l'environnement, selon la nature du matériau transporté. Des dispositions d’urbanisme peuvent être préconisées en conséquence.

## Histoire
Entre 1790 et 1794, la commune de Bresdon absorbe les communes de Bourcelaine et de L'Enclave-de-Bresdon,.

## Administration

### Liste des maires

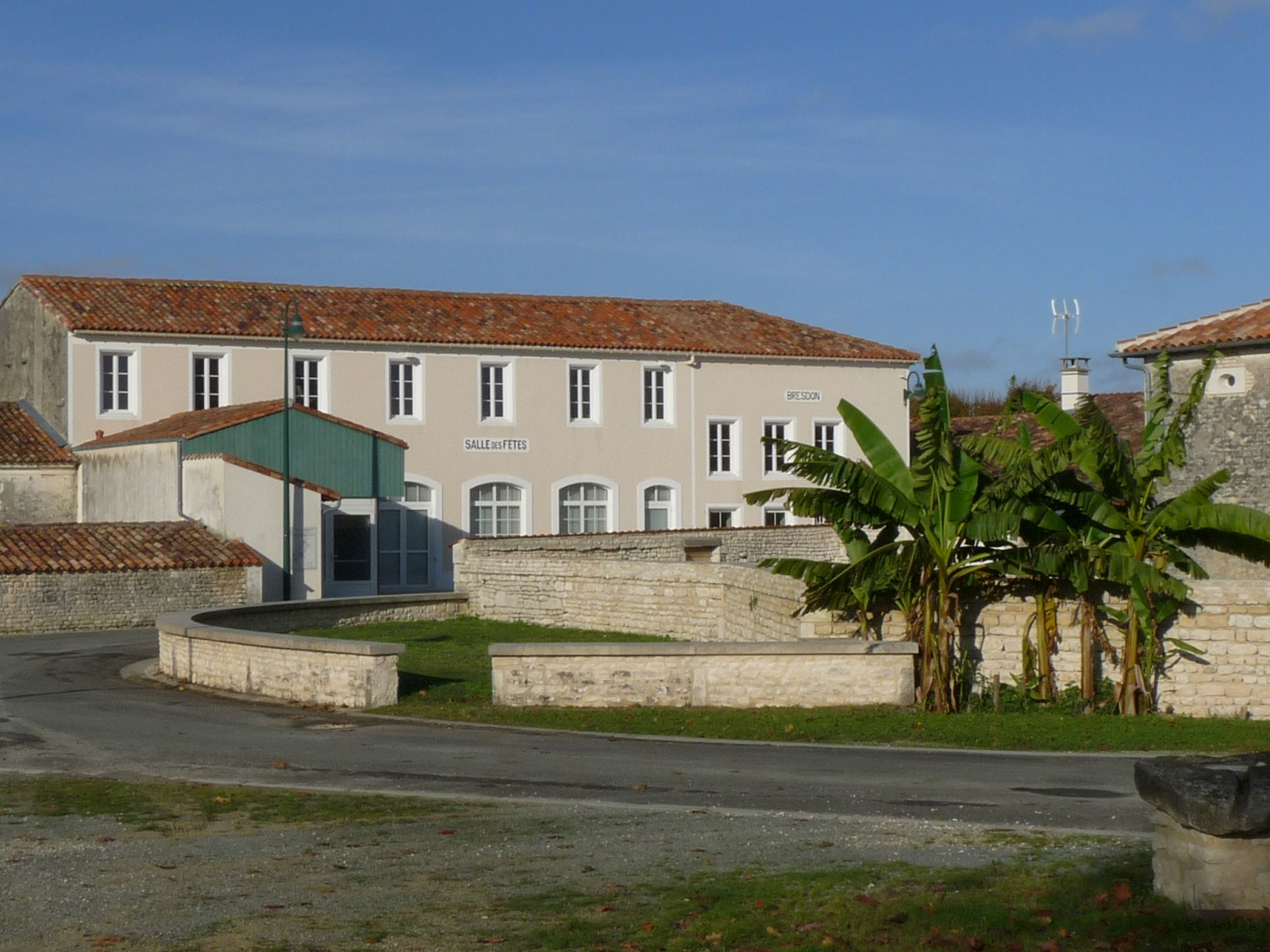
La mairie et salle des fêtes.

| Période                                  | Période   | Identité       | Étiquette | Qualité  |
| ---------------------------------------- | --------- | -------------- | --------- | -------- |
| Les données manquantes sont à compléter. |           |                |           |          |
| mars 1977                                | mars 2020 | Gérard Pasquet | SE        | Retraité |
| mars 2020                                | En cours  | Béatrice Geay  | SE        |          |

## Démographie

### Évolution démographique
L'évolution du nombre d'habitants est connue à travers les recensements de la population effectués dans la commune depuis 1793. Pour les communes de moins de 10 000 habitants, une enquête de recensement portant sur toute la population est réalisée tous les cinq ans, les populations de référence des années intermédiaires étant quant à elles estimées par interpolation ou extrapolation. Pour la commune, le premier recensement exhaustif entrant dans le cadre du nouveau dispositif a été réalisé en 2006.

En 2022, la commune comptait 228 habitants, en évolution de +1,79 % par rapport à 2016 (Charente-Maritime : +4,04 %, France hors Mayotte : +2,11 %).
| 1793 | 1800 | 1806 | 1821 | 1831 | 1836 | 1841 | 1846 | 1851 |
| ---- | ---- | ---- | ---- | ---- | ---- | ---- | ---- | ---- |
| 748  | 764  | 740  | 755  | 757  | 753  | 764  | 750  | 761  |

| 1856 | 1861 | 1866 | 1872 | 1876 | 1881 | 1886 | 1891 | 1896 |
| ---- | ---- | ---- | ---- | ---- | ---- | ---- | ---- | ---- |
| 749  | 771  | 741  | 711  | 723  | 669  | 652  | 592  | 569  |

| 1901 | 1906 | 1911 | 1921 | 1926 | 1931 | 1936 | 1946 | 1954 |
| ---- | ---- | ---- | ---- | ---- | ---- | ---- | ---- | ---- |
| 535  | 535  | 539  | 502  | 511  | 524  | 537  | 461  | 442  |

| 1962 | 1968 | 1975 | 1982 | 1990 | 1999 | 2006 | 2011 | 2016 |
| ---- | ---- | ---- | ---- | ---- | ---- | ---- | ---- | ---- |
| 393  | 368  | 391  | 342  | 307  | 279  | 263  | 256  | 224  |

| 2021 | 2022 | - | - | - | - | - | - | - |
| ---- | ---- | - | - | - | - | - | - | - |
| 224  | 228  | - | - | - | - | - | - | - |

### Pyramide des âges
La population de la commune est relativement âgée.
En 2018, le taux de personnes d'un âge inférieur à 30 ans s'élève à 19,3 %, soit en dessous de la moyenne départementale (29 %). À l'inverse, le taux de personnes d'âge supérieur à 60 ans est de 47,5 % la même année, alors qu'il est de 34,9 % au niveau départemental.
En 2018, la commune comptait 111 hommes pour 108 femmes, soit un taux de 50,68 % d'hommes, largement supérieur au taux départemental (47,85 %).
Les pyramides des âges de la commune et du département s'établissent comme suit.
| Hommes | Classe d’âge | Femmes |
| ------ | ------------ | ------ |
| 1,8    | 90 ou +      | 3,0    |
| 12,8   | 75-89 ans    | 18,9   |
| 27,8   | 60-74 ans    | 30,9   |
| 19,1   | 45-59 ans    | 25,6   |
| 12,0   | 30-44 ans    | 9,7    |
| 15,1   | 15-29 ans    | 6,1    |
| 11,3   | 0-14 ans     | 6,0    |

| Hommes | Classe d’âge | Femmes |
| ------ | ------------ | ------ |
| 1,1    | 90 ou +      | 2,6    |
| 10,1   | 75-89 ans    | 12,6   |
| 22     | 60-74 ans    | 23,2   |
| 20,1   | 45-59 ans    | 19,7   |
| 16,1   | 30-44 ans    | 15,6   |
| 15,2   | 15-29 ans    | 12,7   |
| 15,4   | 0-14 ans     | 13,6   |

## Équipements, services et vie locale
L'école communale, qui était située dans le hameau Chez Boucherie, a été fermée. Le bâtiment a été rénové en 2003 pour accueillir les locaux de la mairie.
La salle des fêtes est située à proximité de la mairie, Chez Boucherie. Elle a été récemment rénovée.

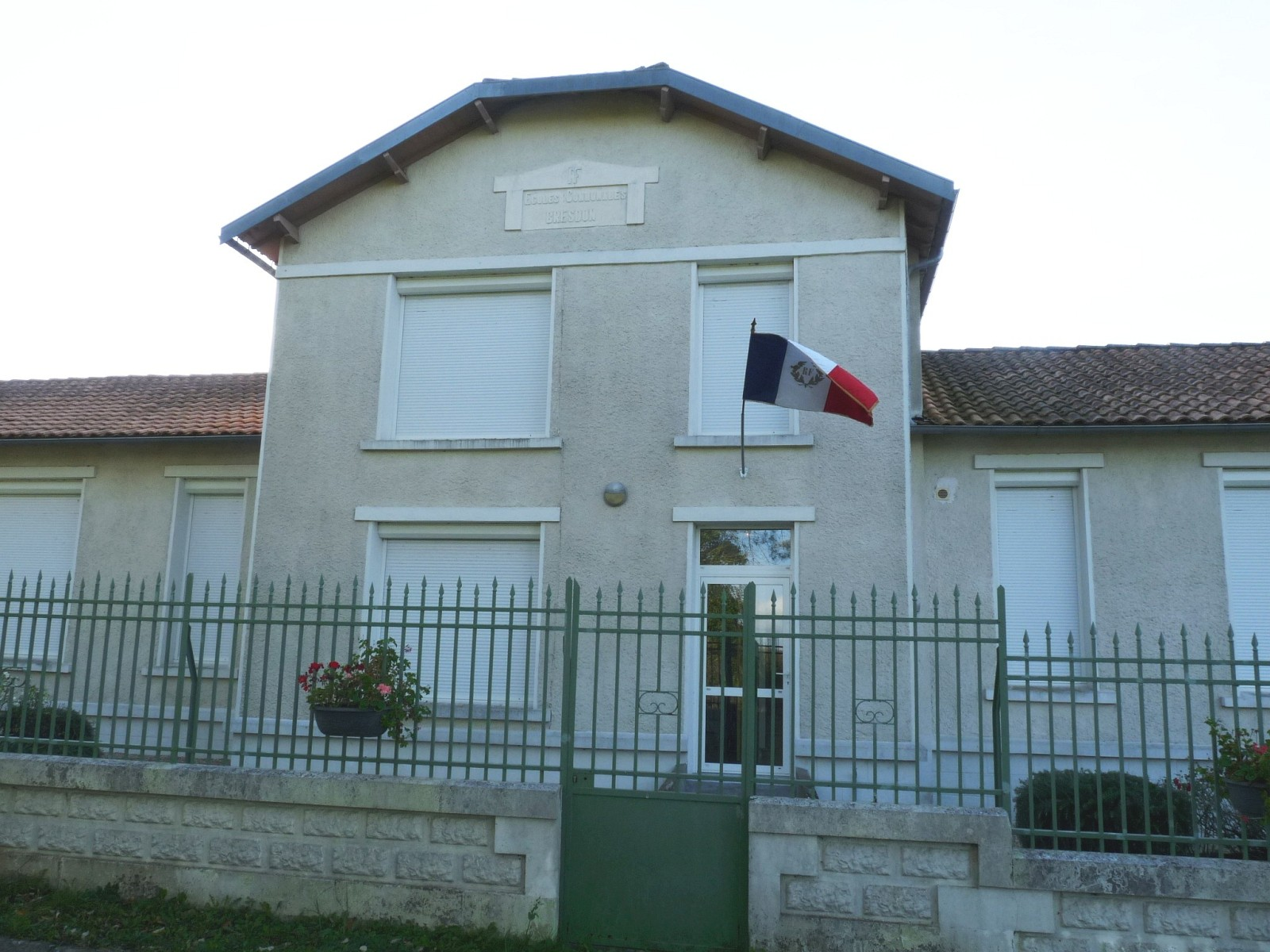
L'ancienne école.
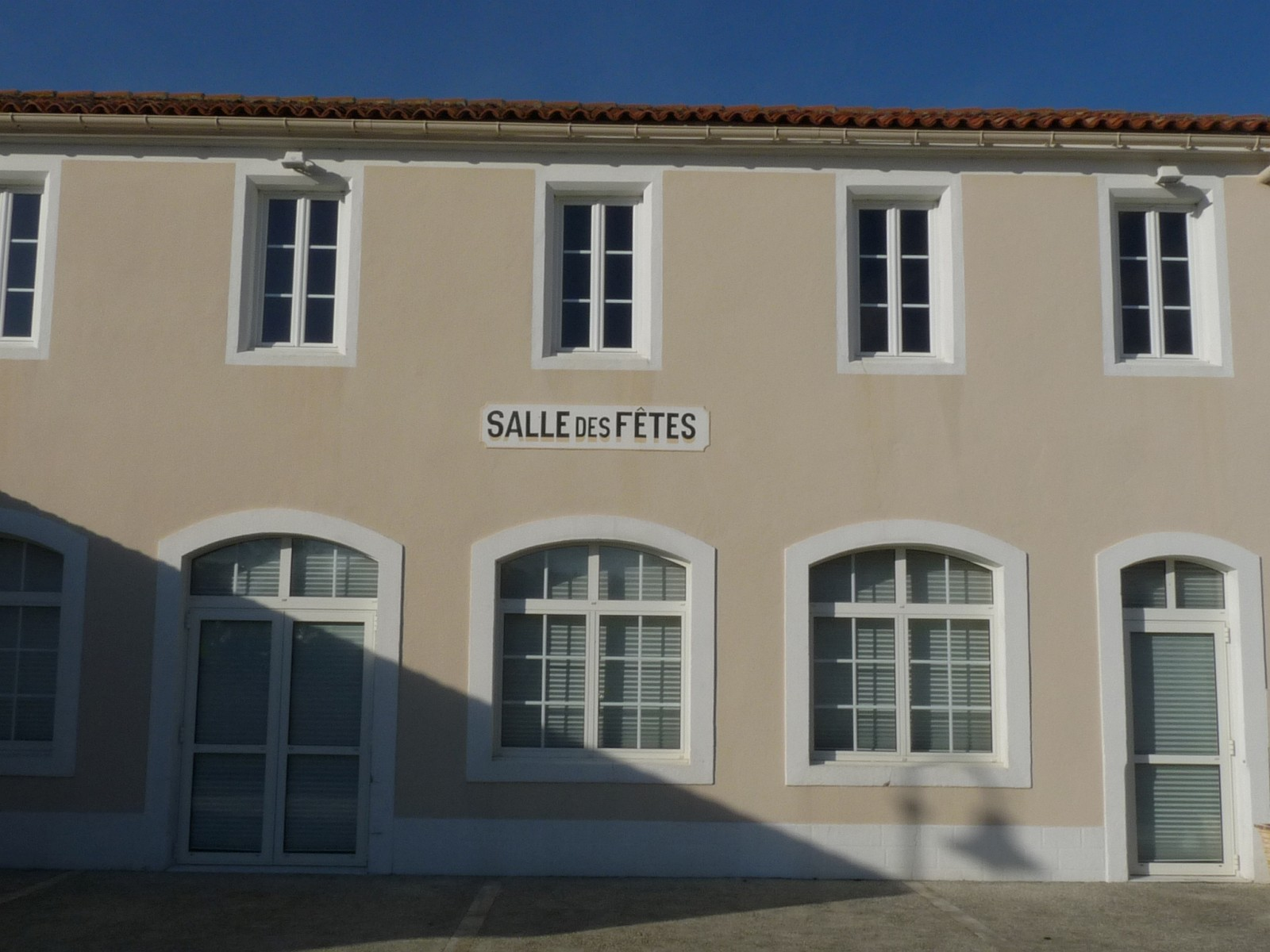
La salle des fêtes.

## Lieux et monuments
- L'église paroissiale Saint-Alban est romane et date du XIIe siècle. Elle a été remaniée aux XVe et XVIe siècles. Elle est inscrite monument historique depuis 1948[20]. Elle a été récemment rénovée.
- Une halle est située Chez Boucherie, près de la mairie et la salle des fêtes. La place a été aménagée en espace vert avec une fontaine.
- Les Fontaines de Charlemagne sont des sources situées à 200 m au sud-ouest du bourg.

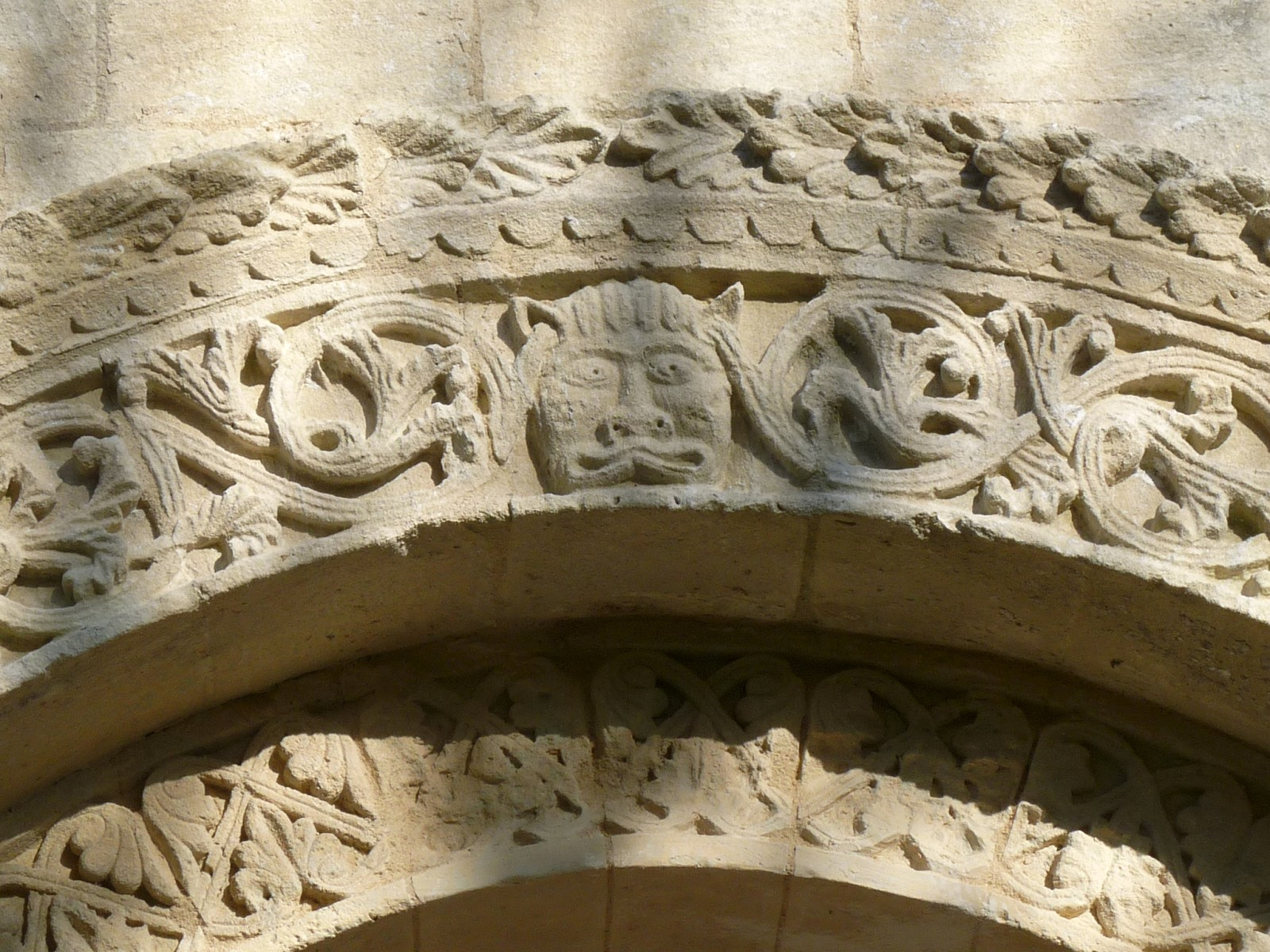
Frise au-dessus du portail de l'église.
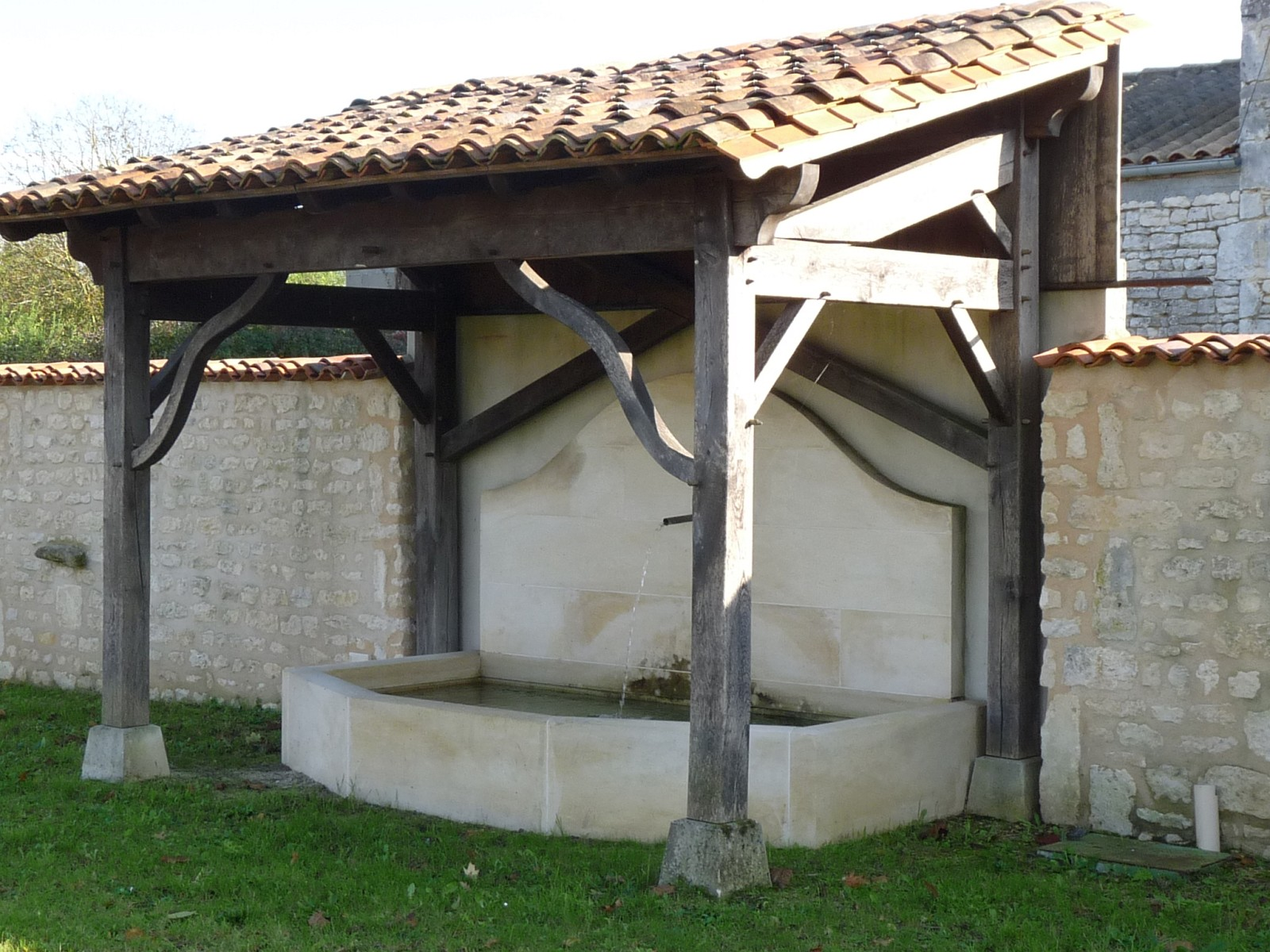
Fontaine près de la mairie.
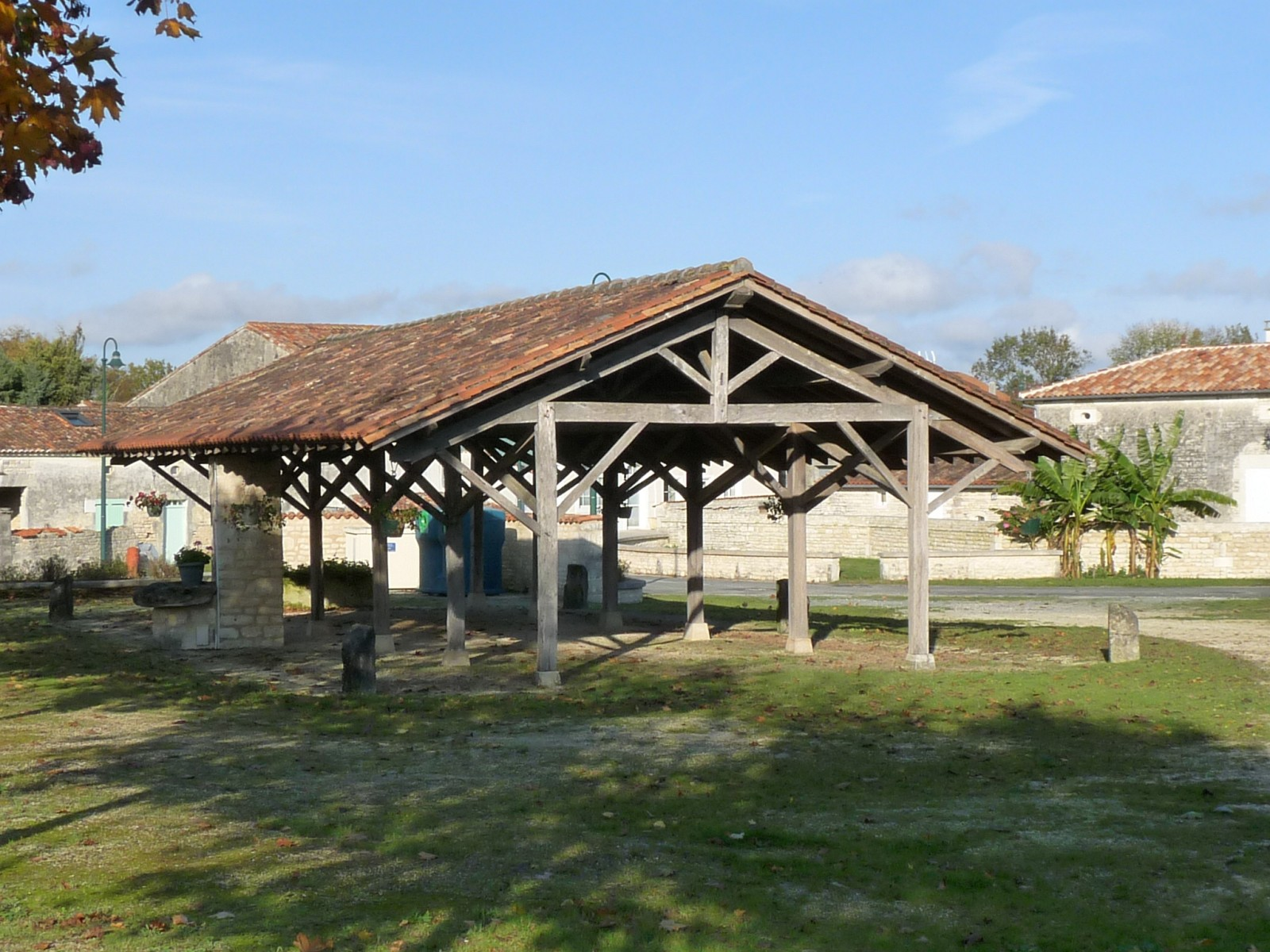
Halles.
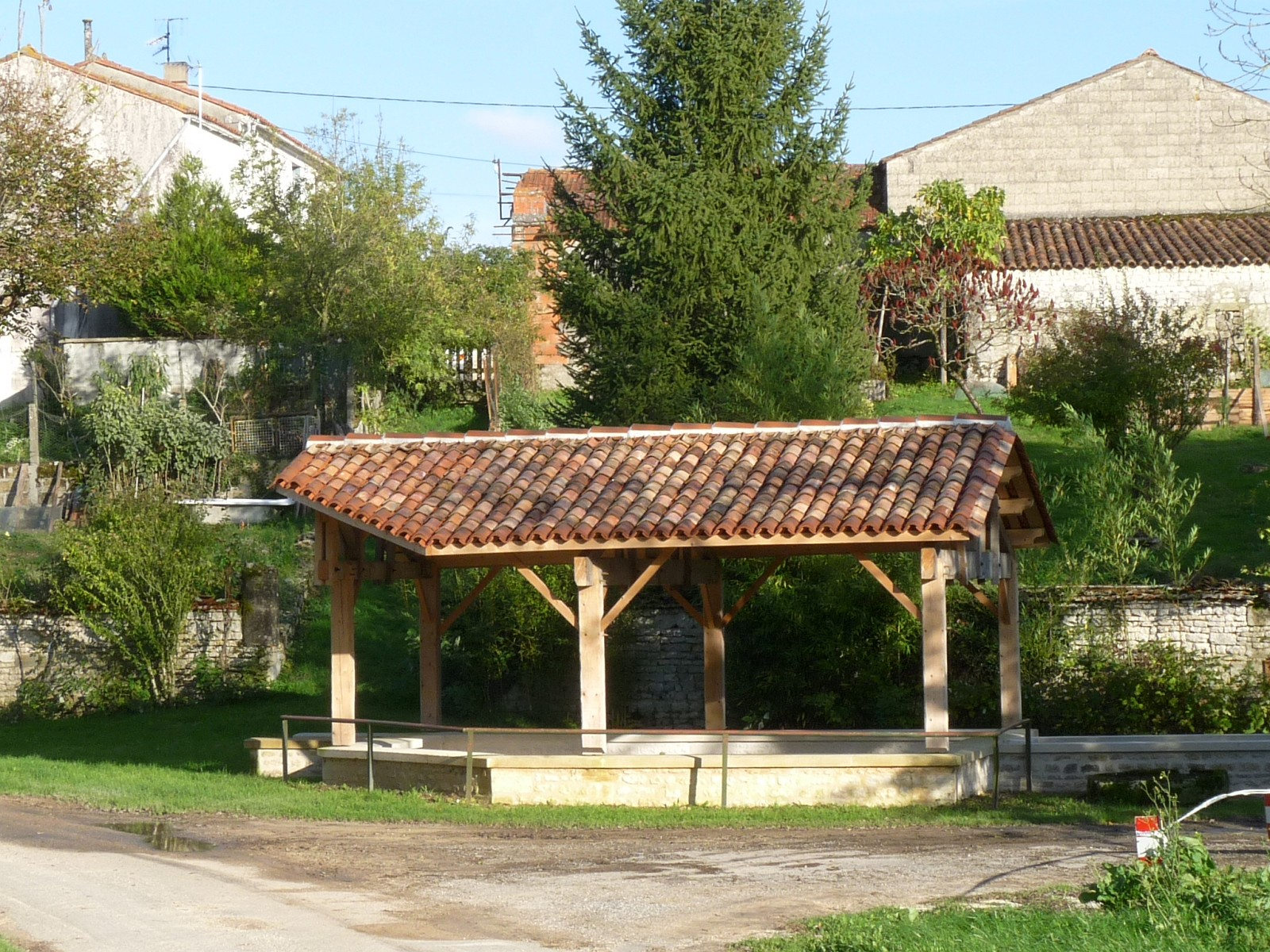
Lavoir de la Casse.